# Goal.com

Logo

Goal.com ist ein 2004 von Chicco Merighi und Gianluigi Longinotti-Buitoni gegründetes Internetportal im Bereich Fußball und das weltweit größte Online-Fußballportal, das sich der (Live-)Berichterstattung, Transfers etc. aus den Top-Ligen weltweit widmet, insbesondere der Bundesliga, dem DFB-Pokal, der Premier League, der Primera División und der Serie A.
Betreiber der Webseite ist die DAZN Group. Die Webseite wird in über 62 Ländern und 22 Sprachen angeboten. Weltweit sind über 500 redaktionelle Mitarbeiter für goal.com tätig.
Im September 2009 startete Goal.com mit Goal.com UK ein Spin-off im Vereinigten Königreich, welches sich auf Nachrichten über den englischen Fußball spezialisiert hat. Im November 2010 wurde dann eine Partnerschaft mit der deutschen Bundesliga geschaffen.
Im März 2011 wurde erstmals die Goal Show, eine wöchentliche Fußballsendung, übertragen.

## GOAL50
Seit der Saison 2007/08 werden unter dem Namen GOAL50 die besten 50 Spieler der jeweiligen Saison gewählt.
| Spielzeit | Sieger             | Verein              |
| --------- | ------------------ | ------------------- |
| 2007/08   | Cristiano Ronaldo  | Manchester United   |
| 2008/09   | Lionel Messi       | FC Barcelona        |
| 2009/10   | Wesley Sneijder    | Inter Mailand       |
| 2010/11   | Lionel Messi       | FC Barcelona        |
| 2011/12   | Cristiano Ronaldo  | Real Madrid         |
| 2012/13   | Lionel Messi       | FC Barcelona        |
| 2013/14   | Cristiano Ronaldo  | Real Madrid         |
| 2014/15   | Lionel Messi       | FC Barcelona        |
| 2015/16   | Cristiano Ronaldo  | Real Madrid         |
| 2016/17   | Cristiano Ronaldo  | Real Madrid         |
| 2017/18   | Luka Modrić        | Real Madrid         |
| 2018/19   | Virgil van Dijk    | FC Liverpool        |
| 2019/20   | Robert Lewandowski | FC Bayern München   |
| 2020/21   | Lionel Messi       | Paris Saint-Germain |